# Антоніо де Сааведра
Антоніо де Сааведра-і-Хофре, 7-й граф Алькудія (ісп. Antonio de Saavedra y Jofré; 1 лютого 1777 — 13 лютого 1842) — іспанський політик, виконував обов'язки державного секретаря країни 1832 року.